# Tribus gregues
El terme tribu, aplicat als antics pobles d'origen grec, se sol emprar per a designar dues realitats diferents, que responen a diferents substantius grecs, "ètnia" (ἔθνος) i "tribu" (φυλή).
D'una banda es parla de tribus gregues per designar un grup imprecís de pobles indoeuropeus que parlaven diferents variants del grec antic: aqueus, doris, jonis, eolis, arcadis; fins i tot els pelasgs, que se solen considerar prehel·lènics, a voltes es llisten com una tribu grega. Per a denominar aquests gentilicis o etnònims, que distintes comunitats gregues de l'antiguitat s'aplicaven a si mateixes com a endònim, s'usaven expressions com Έλλήνων φυλή (hellénon phylé, 'tribus gregues') o Έλλήνων έθνη (hellénon éthne, 'ètnies gregues'). Un endònim comú per a tots els grecs era Ἕλενος (hel·lens), però no n'era l'únic (vegeu noms dels grecs).
D'altra banda, des de l'època arcaica, en l'organització sociopolítica interna de les polis gregues, a més de la pertinença a la ciutadania d'una polis, un grec pertanyia també a una phylé (φυλή 'tribu', 'ètnia', 'poble', del grec phyestai, 'descendir') i a un clan als membres del qual l'unien vincles de sang. A Atenes es crearen, a partir d'aquestes pertinences a tribus, districtes regionals que formaren la base dels districtes militars (reformes legislatives de Soló i Clístenes).

## Jònics
Era típic de les polis jòniques la distribució de la població en quatre tribus.
Les tribus jòniques millor conegudes són les d'Atenes o àtiques.

### Tribus àtiques

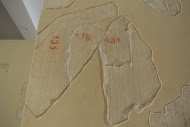
Llista de tribus ateneses

En l'antiguitat, l'Àtica es dividia en 4 tribus. Aquestes duien el nom dels fills de Ió. Aquestes, al seu torn, se separaven en 12 naucràries.
Cada districte militar presentava milícies, anomenades també phyle (semblants a les companyies), que formaven la base de l'exèrcit.

#### Abans deClístenes
Les quatre tribus (phylai) antigues en què s'agrupava la població, es basaven en les relacions familiars i formaven l'aristocràcia. Els noms d'aquestes tribus primitives podrien significar:
- Geleontes, els 'brillants', 'nobles' (de gelân, 'brillar').
- Egícoras, els 'cabrers' (relacionats amb aix, 'cabra'.
- Árgades, els 'treballadors' (d'árgon, 'treball').
- Hopletes, els 'soldats' (d'hópla, 'armes').

Cada tribu estava dividida en tres tritia; al capdavant de cada tribu hi havia un phylobasileus: 'rei de la tribu'. Un altre tipus d'unitat de la qual no se sap la funció exacta és la naucrària. El terme naucraros designava el cap d'un navili, i s'hi ha vist una unitat lligada al finançament de la marina, però sense certesa. Hi havia 48 naucràries, això és, 12 per tribu.

#### Després de la reforma: la isonomia
Clístenes dugué a terme una redistribució del territori, i procurà que el territori de les noves tribus no coincidís amb la zona d'influència d'un clan aristocràtic (genos), i que en la nova tribu no prevalgués un element social concret. Va fixar el territori de cada tribu segons elements geogràfics heterogenis i, quan era possible, allunyats entre si.
Clístenes separà l'Àtica en 100 demos, o municipis, repartits en 30 tritia de 3 o 4 demos cadascuna, per eliminar antigues comunitats gentilícies o cultuals.
Una tribu estava formada per una part de la ciutat, un territori i una zona de costa, és a dir, una de cada regió. Així, els membres de les distintes tribus no tenien contactes personals íntegrament ni interessos comuns. Cada tribu tenia els seus terrenys i triava magistrats per regir els seus béns.
Va dividir cada regió en deu districtes, o tritia, amb una població equivalent. Les 10 primeres tritia corresponien a la ciutat d'Atenes (la ciutat, Asty) i els voltants; les 10 segones al territori costaner (la costa, Paralia); i les 10 darreres a les zones rurals (l'interior, Mesogea). Aquesta distribució dels demos feia que una tritia no representàs mai un conjunt geogràfic uniforme, perquè es componia de demos dispersos a les tres àrees.
Després de la reforma de Clístenes hi havia en total 10 tribus; cadascuna tenia una representació en el Bulé (és a dir, 50 representants per tribu).
La reunió d'una tritia de cada regió constituïa una tribu: hi havia, així, deu tribus. Aquest sistema erradicà la pràctica del clientelisme tradicional, de manera que hi prevalien els interessos col·lectius sobre els gentilicis, i s'imposà en l'organització de totes les institucions de la ciutat. Es parla, doncs, d'isonomia. (vegeu també: democràcia atenesa).

##### Les tribus de Clístenes
Per tal de satisfer el costum grec de triar un fundador mític (com en el cas dels oikistes (herois) i els fundadors de ciutats com Erictoni (a Atenes), les 10 tribus àtiques portaven el nom dels seus herois epònims (del grec antic επ-ονομάζω = denominar segons).
Els noms de les deu tribus, citades per l'ordre oficial, triant-los d'un grup de cent que els atenencs li van presentar, eren:
| Tribu                          | Heroi                            | Núm. de tribu |
| ------------------------------ | -------------------------------- | ------------- |
| Erectea (οἱ Ἑρεχθηΐδαι)        | Erecteu                          | 1a Tribu      |
| Egeida (οἱ Ἁιγείδαι)           | Egeu                             | 2a Tribu      |
| Pandiònida (οἱ Πανδιονίδαι)    | Pandíon                          | 3a Tribu      |
| Leòntida (οἱ Λεοντίδαι)        | Leos                             | 4a Tribu      |
| Acamàntida (οἱ Ἀκαμαντίδαι)    | Acamant                          | 5ª Tribu      |
| Eneida (οἱ Οἰνείδαι)           | Eneu, fill il·legítim de Pandíon | 6ª Tribu      |
| Cecròpia (οἱ Κεκροπίδαι)       | Cècrops                          | 7ª Tribu      |
| Hipotòntida (οἱ Ἱπποθοωντίδαι) | Hipotoont                        | 8ª Tribu      |
| Aiàntida (οἱ Ἀιαντίδαι)        | Àiax, fill de Telamó             | 9ª Tribu      |
| Antiòquida (οἱ Ἁντιοχίδαι)     | Antíoc, fill d'Hèracles          | 10ª Tribu     |

##### Funció política
Cada tribu enviava 50 dels seus membres triats a l'atzar, a partir d'una llista de voluntaris, a la Bulé, el Consell. Els bouleutas, agrupats per tribus, assumien durant 36 dies el càrrec de pritans, i formaven la presidència de la Bulé i l'Assemblea.

### Altres ciutats jòniques
En altres ciutats jòniques en part hi havia les mateixes tribus que a Atenes, la qual cosa s'explica per un origen comú o una adopció conscient del fet; i en part hi havia tres tribus de noms diferents a les anteriors.

## Doris
Entre els doris hi havia inicialment tres tribus, Hylleis, Dymanes i Pamphyloi, que es mantingueren en moltes ciutats de l'àrea d'assentament dori. En algunes ciutats hi havia una quarta tribu per a la població no dòria.

### Creta
Els doris de Creta donaren una importància especial a les tribus (allí anomenades πυλα) durant l'època clàssica. Com demostren les lleis de Gortina, els dirigents d'una ciutat cretenca, els kosmoi, eren triats entre els ciutadans en edat militar pertanyents a una tribu, anomenats startos. Cada any un startos i, per tant, una tribu, diferent tenia l'encàrrec de triar el cos de kosmoi, de manera que totes les tribus tinguessen una participació equitativa en el poder. També en els lleis sobre l'herència de les filles apareixen les tribus. La filla hereva estava obligada a casar-se dins de la seua phyle; si ja no quedaven parents amb dret a heretar o si la filla hereva no volia casar-se amb cap d'aquests, quan els esforços per arreglar unes noces dins de la tribu no tenien èxit, podia casar-se amb algú de fora de la tribu.